# オオクニヌシ (小惑星)
オオクニヌシ (10627 Ookuninushi) は、小惑星帯の小惑星である。 1998年1月19日に和歌山県の那智勝浦観測所において、清水義定と浦田武によって発見された。
日本神話に登場するオオクニヌシノミコトにちなんで命名された。